# Keota (Iowa)
Keota és una població dels Estats Units a l'estat d'Iowa. Segons el cens del 2000 tenia 1.025 habitants.

## Demografia
Segons el cens del 2000, Keota tenia 1.025 habitants, 430 habitatges, i 258 famílies. La densitat de població era de 628,2 habitants/km².
Dels 430 habitatges en un 27,7% hi vivien nens de menys de 18 anys, en un 49,1% hi vivien parelles casades, en un 6,7% dones solteres, i en un 39,8% no eren unitats familiars. En el 35,6% dels habitatges hi vivien persones soles el 21,6% de les quals corresponia a persones de 65 anys o més que vivien soles. El nombre mitjà de persones vivint en cada habitatge era de 2,28 i el nombre mitjà de persones que vivien en cada família era de 2,98.
Per edats la població es repartia de la següent manera: un 23,3% tenia menys de 18 anys, un 7,5% entre 18 i 24, un 25,3% entre 25 i 44, un 19,9% de 45 a 60 i un 24% 65 anys o més.
L'edat mediana era de 41 anys. Per cada 100 dones de 18 o més anys hi havia 84,9 homes.
La renda mediana per habitatge era de 35.966 $ i la renda mediana per família de 43.393 $. Els homes tenien una renda mediana de 30.481 $ mentre que les dones 24.479 $. La renda per capita de la població era de 17.310 $. Entorn del 7,6% de les famílies i el 8,8% de la població estaven per davall del llindar de pobresa.

## Poblacions més properes
El següent diagrama mostra les poblacions més properes.